# Фердінанд (Вермонт)
Фердінанд (англ. Ferdinand) — місто (англ. town) в США, в окрузі Ессекс штату Вермонт. Населення — 16 осіб (2020).

## Демографія
Згідно з переписом 2010 року, у місті мешкали 32 особи в 12 домогосподарствах у складі 10 родин. Було 66 помешкань
Расовий склад населення:
| - 96,9 % — білих |

До двох чи більше рас належало 3,1 %. Частка іспаномовних становила 0,0 % від усіх жителів.
За віковим діапазоном населення розподілялося таким чином: 25,0 % — особи молодші 18 років, 50,0 % — особи у віці 18—64 років, 25,0 % — особи у віці 65 років та старші. Медіана віку мешканця становила 40,0 року. На 100 осіб жіночої статі у місті припадало 128,6 чоловіків;  на 100 жінок у віці від 18 років та старших — 118,2 чоловіків також старших 18 років.
Цивільне працевлаштоване населення становило 3 особи. Основні галузі зайнятості: будівництво — 66,7 %, освіта, охорона здоров'я та соціальна допомога — 33,3 %.